# Sumiko Kurishima
Sumiko Kurishima (栗島すみ子 Kurishima Sumiko?) (15 de marzo de 1902 – 16 de agosto de 1987) fue una actriz y maestra de danza tradicional japonesa. Kurishima es considerada la primera actriz de cine de Japón.

## Carrera
Kurishima era hija de Sagoromo Kurishima, quién era actor y periodista. Su tía, Fumiko Katsuragi, también era actriz. Empezó a hacer danza tradicional japonesa desde una edad temprana y en sus principios usaba el nombre de Kakō Mizuki. Kurishima empezó a actuar en el teatro, hizo un contrato con la compañía Shochiku en 1921 y debutó en la película de Henry Kotani
The Poppy, que es una adaptación de una obra de Natsume Sōseki. Principalmente hacía papeles de heroína trágico en películas dirigidas por su esposo, Yoshinobu Ikeda, Kurishima es considerada la primera actriz de cine de Japón, se retiró de la actuación en 1938, pero continuó con su carrera como maestra de danza, convirtiéndose en la directora de su propia escuela. Kurishima regresó al mundo del cine en 1956, interpretando el papel de Ohama en Flowing.

## Filmografía
- The Poppy (虞美人草, Gubijinsō) (1921)
- Denkô to sono tsuma (1921)
- Toranku (1921)
- Omoi tsuma (1921)
- Ho no namida (1921)
- Yuku kumo (1921)
- Ono ga tsumi (1921)
- Nasanu naka (1921)
- Yama e kaeru (1921)
- Kenbu no musume (1921) - Yûko
- Shakko (1921)
- Kure yuku ekiji (1921)
- Tokuri (1921)
- Kyokukô nami o terasu (1921)
- Konjiki yasha (1922)
- Umi no kiwami made (1922)
- Hototogisu (1922)
- Chikyôdai (1922)
- Chizôme no gûnki (1922)
- Haha no kokoro (1922)
- Gion yawa (1922)
- Sôfuren (1922)
- Hikareyuku hi (1922) - La hija de Ryohei, Sawako
- Yôjo no mai (1922) - Mizushima Kaneko
- Kokawa-dera (1922)
- Eien no nazo (1922)
- Zanko (1922) - La hija de Naoya, Toshie
- Yuki no yawa (1922)
- Kessakushûsui konjiki yasha (1922)
- Sendō kouta (船頭小唄) (1923) - Okimi
- My Friend (1923) -Hermana Mayor (segmento 2)
- Shiniyuku tsuma (1923) - Kimie
- Futatsu no michi (1923)
- Gendai no josei (1923) - Taeko
- Yami Wo Yuku (1923) - Midori, La hija de Sachie
- Nasuna koi (1923) - Baishi - daughter of Monsei
- Jikatsu suru onna (1923) - Hayase Kyoko
- Haha (1923) - Sadao's wife Shizue
- Daitokyo no ushimitsudoki daiippen higekihen (1923) - Tsuyuka
- Mizumo no hana (水藻の花) (1923) - Ohana
- Kosome to kinya (1923) - Kosome
- Oyako no tabiji (1923)
- Tsumi no tobira (1923) - Akizuki Masako
- Ohimegusa (1923) - Otsuyu, Madre
- Yuhoshu Ono ga tsumi (1923)
- Kanojo no unmei (1924)
- Eien no Haha (1924) - Misao
- Sweet Home (1924) - Factory woman Ofusa
- Hatachi no Koro #3 (1924) - Hija
- Nageki no kujaku (嘆きの孔雀) (1924) - Murata Miyako
- Hototogisu namiko (1924)
- Koi no Hikyoku (1925) - Tsuyuko
- Aru Onna no Hanashi (1925) - Proprietress Ochika
- Daichi wa hohoemu (大地は微笑む) (1925, part 1-3) - Shuren
- Mahjong (1925)
- Umi no himitsu (1925)
- Kanashiki koi no gensō (悲しき恋の幻想) (1925) - Doncella del bosque Hiname
- Hakushaku Reijo (1925)
- Koizuma (1925) - Haruko
- Hojoka (1925) - La esposa de Sonoko, Choran
- Sabishiki Michi (1925) - Okiku
- Shô-chan no Kamata hômon (1925)
- Kowareta Ningyo (1926) - Maiko Haruyu
- Sayoko (1926) - Nagasa Sayoko
- Shi no Komoriuta (1926) - Takayama Kiyo
- Chinpira Tantei (1926) - Hideko
- Utsukushiki Inori (1926) - Michie, una mujer ciega
- Nageki no bara (1926) - amiga de Kikue
- Junanbana (1926) - Kikukawa Sumiko
- Yôfu gonin onna - Dai gohen: Reijô Osumi (1926)
- Koi no Wakare Michi (1927)
- Hisako no hanashi (1927) - Hisako, hija de Shincho
- Shinju fujin (1927)
- Kindai Nyobo Kaizo (1927)
- Tama wo Nageutsu (1927)
- Seishun no Komichi (1928)
- Tengoku no Hito (1928)
- Onna no isshô (1928) - Hanako Andô
- Fûfu (1928)
- Tôge no Rakuen (1928)
- Ai no Yukusue (1928)
- Kângeki no harû (1929)
- Aîjin tokie no mâki (1929)
- Tasogare no yuwaku (1929)
- Ukiyo komichi (1929)
- Kibô (1929)
- Oyaji to sono ko (1929)
- Kotoshidake (1929)
- Kekkongaku nyûmon (1930) - Toshiko, su esposa
- Reijin (1930) - Tomoko Mizuhara
- Kânôjo wa dôkoê iku (1930)
- Onnâgokorô wa mîdasumâji (1930)
- Ojôsan (1930) - Young Lady
- Machî no runpên (1931)
- Shimai zenpen (1931)
- Shimai kohen (1931)
- Ômoîde oki onna (1931)
- Depâto no himegimi (1932)
- Sôshiju (1932)
- Sei naru chibusa (1932)
- Tsubakihime (1932)
- Kujakubune (1933)
- Seidon (1933) - Sachiko
- Sueños cotidianos (1933) - Omitsu
- Îro wa nioedô (1933)
- Kanraku no yo wa fukete (1934)
- Yumê no sasayâki (1934)
- Nihon josei no uta (1934)
- Daigaku no wakadanna - Nihonbare (1934)
- Haha no ai (1935)
- Kajuen no onna (1935)
- Eikyû no ai ramûru ekuruneru zenpen (1935)
- Eikyû no ai ramûru ekuruneru kohen (1935)
- What Did the Lady Forget? (淑女は何を忘れたか, Shukujo wa nani o wasureta ka) (1937) - Tokiko, una señora de Kojimachi
- Nakimushi kozo (1938) - Sadako, la madre de Keikichi
- A la deriva (流れる, Nagareru) (1956) - Ohama